# René Dorin
René Dorin (13 de noviembre de 1891 – 25 de julio de 1969) fue un compositor, dramaturgo y actor francés.

## Biografía
Nacido en La Rochelle, Francia, fue el padre del escritor André Dorin y de la actriz y escritora Françoise Dorin.
René Dorin falleció en 1969 en Noisy-le-Grand, Francia. Fue enterrado en el cementerio des Batignolles, en París.

## Teatro
- 1939 : Mailloche, de René Dorin, Théâtre de la Madeleine

## Cine
- 1932 : En lisant le journal, de Alberto Cavalcanti (actor y guionista)
- 1934 : Quatre à Troyes, de Pierre-Jean Ducis (actor y guionista)
- 1934 : Les Géants de la route, de Pierre-Jean Ducis (actor y guionista)
- 1937 : Un coup de rouge, de Gaston Roudès (actor y guionista)